# Typ 3 Ho-Ni III
Typ 3 Ho-Ni III bylo japonské samohybné dělo z druhé světové války, které bylo postavené na podvozku tanku Typ 97 Či-Ha. Bylo osazené kanónem ráže 75 mm. Typ 3 Ho-Ni III nahradil samohybné děla Typ 1 Ho-Ni I a Typ 1 Ho-Ni II a poskytl posádce lepší ochranu díky kompletně uzavřené nástavbě.